# Die Kornähren

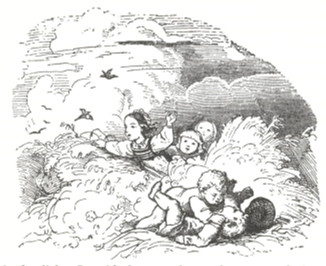
Holzschnitt, Ludwig Richter

Die Kornähren ist eine Sage (vgl. AaTh 779). Sie steht in Ludwig Bechsteins Deutsches Märchenbuch an Stelle 28 (1845 Nr. 30) und stammt aus seinem Thüringen in der Gegenwart, 1843 (Die Aehren).

## Inhalt
In der goldenen Zeit trug alles Getreide Ähren bis zum Boden. Aber die Menschen achteten die Gottesgabe nicht und trampelten darauf herum. Darum ließ Gott an jedem Halm nur noch eine Ähre wachsen, damit der Mensch lerne, das Getreide besser zu schonen. Seitdem gibt es Hunger und Armut in der Welt. Zuweilen lässt er aber hier und da einen Wunderhalm mit vielen Ähren sprießen, um den Menschen zu zeigen, was er kann und wie das Getreide früher beschaffen war. Wenn das Engelwort ("Ehre sei Gott in der Höhe und Frieden auf Erden, den Menschen ein Wohlgefallen") sich erfüllt, wird es wieder an jedem Halm viele Ähren geben.

## Herkunft
Laut Bechstein „Mündlich in Thüringen“, hat er die Sage laut Hans-Jörg Uther ausgeschmückt aus Thüringen in der Gegenwart, 1843. Das Engelwort „Ehre sei Gott in der Höhe und Friede auf Erden bei den Menschen seines Wohlgefallens“ ist Lk 2,14 .
Vgl. Grimms Die Kornähre. Vgl. Kornfrevel in Richard Kühnaus Oberschlesische Sagen geschichtlicher Art, 1926.